# Andy Legg
Andrew Legg (Neath, 28 luglio 1966) è un ex calciatore e allenatore di calcio gallese, difensore del Llanelli. Dal mese di aprile del 2009 fino al 2012 ricopre il doppio ruolo di giocatore e allenatore del club.

## Statistiche

### Cronologia presenze e reti in nazionale
| Cronologia completa delle presenze e delle reti in nazionale ― Galles | Cronologia completa delle presenze e delle reti in nazionale ― Galles | Cronologia completa delle presenze e delle reti in nazionale ― Galles | Cronologia completa delle presenze e delle reti in nazionale ― Galles | Cronologia completa delle presenze e delle reti in nazionale ― Galles | Cronologia completa delle presenze e delle reti in nazionale ― Galles | Cronologia completa delle presenze e delle reti in nazionale ― Galles | Cronologia completa delle presenze e delle reti in nazionale ― Galles |
| Data                                                                  | Città                                                                 | In casa                                                               | Risultato                                                             | Ospiti                                                                | Competizione                                                          | Reti                                                                  | Note                                                                  |
| --------------------------------------------------------------------- | --------------------------------------------------------------------- | --------------------------------------------------------------------- | --------------------------------------------------------------------- | --------------------------------------------------------------------- | --------------------------------------------------------------------- | --------------------------------------------------------------------- | --------------------------------------------------------------------- |
| 24-4-1996                                                             | Lugano                                                                | Svizzera                                                              | 2 – 0                                                                 | Galles                                                                | Amichevole                                                            | -                                                                     |                                                                       |
| 2-6-1996                                                              | Serravalle                                                            | San Marino                                                            | 0 – 5                                                                 | Galles                                                                | Qual. Mondiali 1998                                                   | -                                                                     |                                                                       |
| 5-10-1996                                                             | Cardiff                                                               | Galles                                                                | 1 – 3                                                                 | Paesi Bassi                                                           | Qual. Mondiali 1998                                                   | -                                                                     |                                                                       |
| 11-2-1997                                                             | Cardiff                                                               | Galles                                                                | 0 – 0                                                                 | Irlanda                                                               | Amichevole                                                            | -                                                                     |                                                                       |
| 9-6-1999                                                              | Liverpool                                                             | Galles                                                                | 0 – 2                                                                 | Danimarca                                                             | Qual. Euro 2000                                                       | -                                                                     |                                                                       |
| 24-3-2001                                                             | Erevan                                                                | Armenia                                                               | 2 – 2                                                                 | Galles                                                                | Qual. Mondiali 2002                                                   | -                                                                     |                                                                       |
| Totale                                                                |                                                                       | Presenze                                                              | 6                                                                     |                                                                       | Reti                                                                  | 0                                                                     |                                                                       |

## Palmarès

### Club

#### Competizioni nazionali
- Welsh Premier League: 1

Llanelli: 2007-2008
- Welsh Cup: 1

Llanelli: :2010-2011
- Welsh League Cup: 1

Llanelli 2007-2008

#### Competizioni internazionali
- Coppa Anglo-Italiana: 1

Notts County: 1994-1995